# Vícov
Vícov (en allemand : Wetzow) est une commune du district de Prostějov, dans la région d'Olomouc, en République tchèque. Sa population s'élevait à 558 habitants en 2023.

## Géographie
Vícov se trouve à 5 km au nord-ouest de Plumlov, à 11 km à l'ouest-nord-ouest de Prostějov, à 25 km au sud-ouest d'Olomouc, à 42 km au nord-est de Brno et à 193 km à l'est-sud-est de Prague.
La commune est limitée par Ptení et Zdětín au nord, par Ohrozim à l'est, par Plumlov au sud, et par la zone militaire de Březina et Stínava à l'ouest.

## Histoire
La première mention écrite de la localité date de 1355.

## Transports
Par la route, Vícov se trouve à 13 km de Prostějov, à 30,5 km d'Olomouc et à 249 km de Prague.